# Атайя, Рабих
Рабих Атайя (араб. ربیع عطایا‎; 16 июля 1989, Бейрут, Ливан) — ливанский футболист, полузащитник клуба «Аль-Ахед» и сборной Ливана.

## Клубная карьера
Рабих начал свою карьеру футболиста в клубе «Тадамон Сур», пробившись в основную команду через молодёжные. В 2008 году перешёл в Аль-Ансар. В этом клубе футболист является один из лучших бомбардиров. В 2017 году перешёл в иранскую команду «Зоб Ахан». В 2018 году играет за «Аль-Ахед», не забив ни одного гола в первой половине сезона чемпионата Ливана.

## Карьера в сборной
Выступает в сборной с 2012 года сыграв 24 матча и забил 4 гола.